# Skelde
Skelde – miasto w Danii, w regionie Dania Południowa, w gminie Sønderborg.